# Tesagrotis cinibarina
Tesagrotis cinibarina là một loài bướm đêm trong họ Noctuidae.